# Kvarteret Plankan

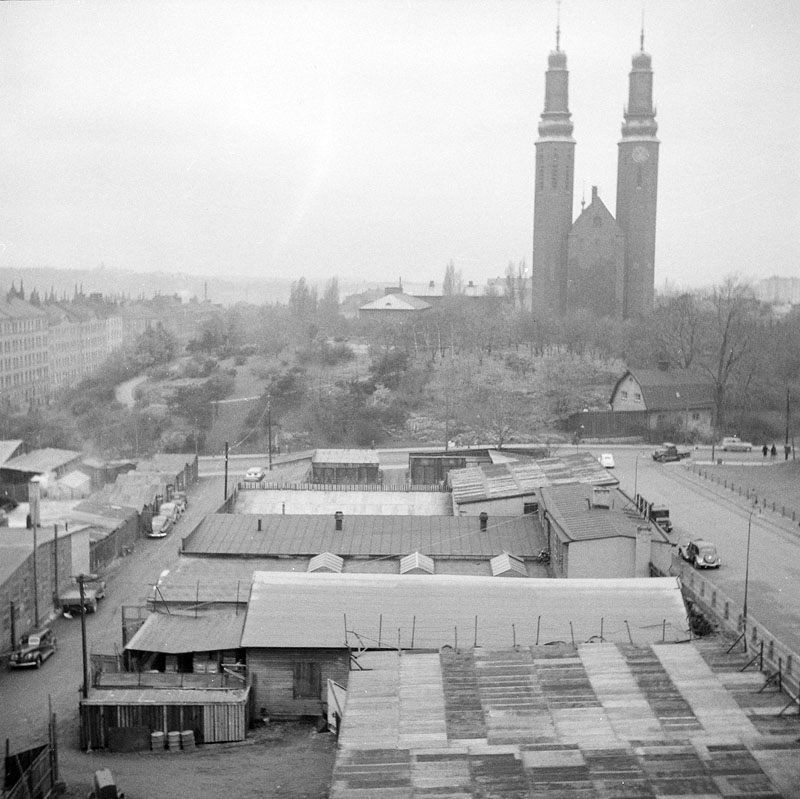
Kvarteret Plankan från öster 1951. I bakgrunden Högalidskyrkan.

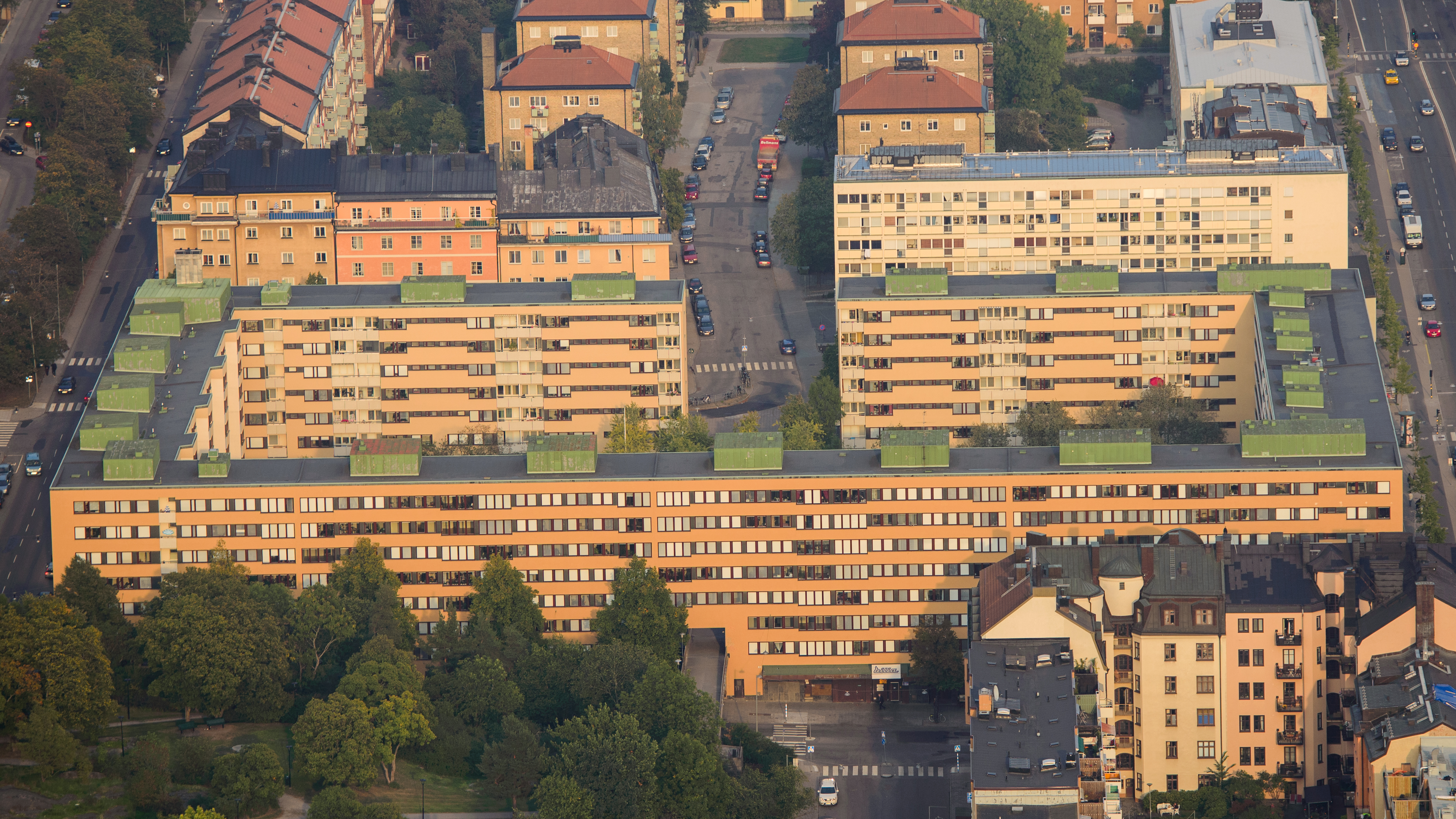
Kvarteret Plankan i september 2014.

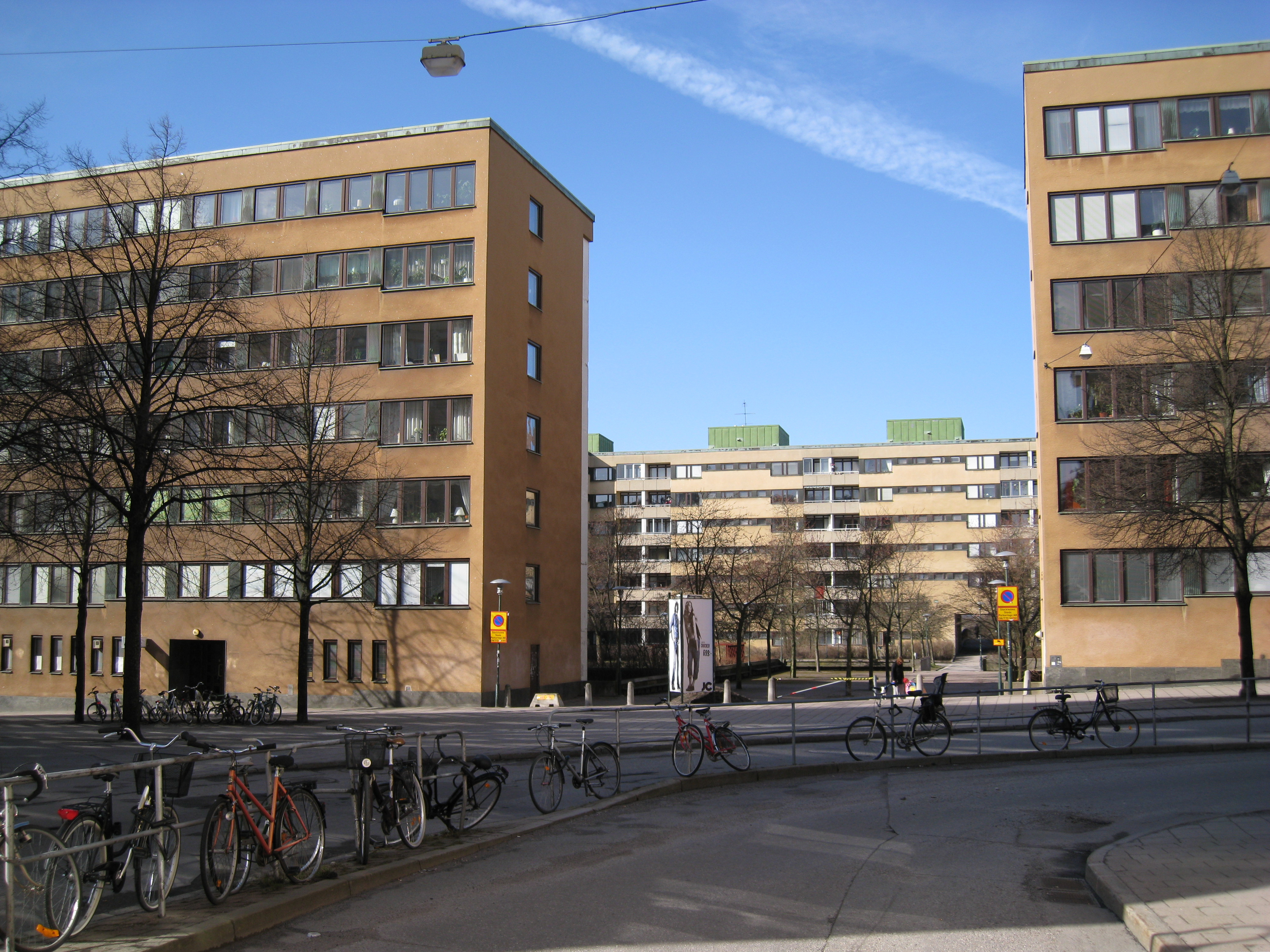
Kvarteret Plankan från öster 2009.

Kvarteret Plankan är ett gatukvarter och en sammanhängande byggnad på Södermalm i Stockholm. Kvarteret begränsas av gatorna Lundagatan, Kristinehovsgatan, Hornsgatan och Varvsgatan. Fastigheten ägs av Svenska Bostäder. Kvarteret hade 611 invånare år 2014.

## Historik
Kvarteret Plankan var fram till 1960-talet ett tämligen skräpigt industriområde med små verkstäder i skjul. Den nuvarande sammanhängande byggnaden, som uppfyller hela kvarteret, uppfördes 1964-68 för det kommunala bostadsbolaget Hyreshus i Stockholm AB. Arkitekt var Lars Bryde. 
Brännkyrkagatan gick tidigare rakt igenom kvarteret, varvid det nuvarande kvarterets södra del hette kvarteret Låset.